# Colletoecema
Colletoecema es un género monotípico de plantas con flores perteneciente a la familia Rubiaceae y es el único miembro de la tribu Colletoecemateae. Su única especie, Colletoecema dewevrei, es originaria del África central.

## Taxonomía
Colletoecema dewevrei fue descrita por  (De Wild.) E.M.A.Petit  y publicado en Bulletin du Jardin Botanique de l'État 33: 376, en el año 1963.
Sinonimia
- Plectronia dewevrei De Wild. (1906)[2]